# Пинд (национальный парк)
Пинд (греч. Εθνικός Δρυμός Πίνδου) — национальный парк в Греции, расположенный в северо-восточной части одноимённого горного массива, на территории округов Западная Македония и Эпир. Образован в 1966 году и занимает площадь в 6927 гектаров. Территория парка представляет собой долину, покрытую хвойным лесом. Среди деревьев преобладают чёрная сосна (Pinus nigra) в низинах и румелийская сосна (Pinus peuce) выше по склонам; встречается чрезвычайно редкая для Греции сосна обыкновенная (Pinus sylvestris).

## Фауна
В долине гнездится почти 80 видов птиц. Среди хищников отмечены могильник (Aquila heliaca), беркут (Aquila chrysaetos), средиземноморский сокол (Falco biarmicus), ястреб, европейский тювик (Accipiter brevipes), змееяд (Circaetus gallicus), обыкновенный стервятник (Neophron percnopterus). Из дятлов в долине водятся желна (Dryocopus martius), сирийский (Dendrocopos syriacus), белоспинный (Dendrocopos leucotos), средний пёстрый (Leiopicus medius) и ещё четыре вида. На верхних склонах гнездится рогатый жаворонок (Eremophila alpestris), встречается стенолаз (Tichodroma muraria).
Национальный парк является одним из немногих мест в Греции, где ещё сохранилась популяция европейского бурого медведя (Ursus arctos arctos). Среди других млекопитающих на территории парка отмечены евразийский волк (Canis lupus lupus), среднеевропейский лесной кот (Felis silvestris silvestris), каменная куница (Martes foina), европейская косуля (Capreolus capreolus), обыкновенная белка (Sciurus vulgaris), кабан (Sus scrofa). В реках обитают выдры (Lutra lutra). Отмечено до пяти видов летучих мышей, самый распространённый из которых — рыжая вечерница (Nyctalys noctula).
Из амфибий в сырых местах встречаются греческая лягушка (Rana graeca), травяная лягушка (Rana temporaria), желтобрюхая жерлянка (Bombina variegata), зелёная жаба (Bufo viridis) и альпийский тритон (Ichthyosaura alpestris), тогда как огненная саламандра (Salamandra salamandra) предпочитает лесные участки. Из рептилий представлены зелёная ящерица (Lacerta viridis), трёхлинейчатая ящерица (Lacerta trilineata), кикладская ящерица (Podarcis erhardii), обыкновенная медянка (Coronella austriaca), водяной уж (Natrix tessellata), оливковый полоз (Platyceps najadum), носатая гадюка (Vipera ammodytes) и балканская черепаха (Testudo hermanni).
Из насекомых, встречающихся на территории парка, интерес представляют усачи (Cerambycidae), многочисленные популяции траурниц (Nymphalis antiopa) и многоцветниц (Nymphalis polychloros).